# فرانك غولدزبوروغ
فرانك غولدزبوروغ (بالإنجليزية: Frank Goldsborough)‏ هو طيار أمريكي، ولد في 16 يوليو 1910 في واشنطن العاصمة في الولايات المتحدة، وتوفي في 16 يوليو 1930 في فيرمونت في الولايات المتحدة.